# Celestus macrotus
Celestus macrotus — вид веретільницеподібних ящірок родини Diploglossidae. Ендемік Гаїті.

## Поширення і екологія
Celestus macrotus є ендеміками гірського масиву де ла Сель на південному заході острова Гаїті. Вони живуть у вологих гірських соснових лісах, серед моху, під камінням і гнилими поваленими деревами, на висоті 2020 м над рівнем моря.

## Збереження
МСОП класифікує цей вид як такий, що перебуває під загрозою зникнення. Celestus macrotus загрожує знищення природного середовища та лісові пожежі.